# 白石町立白石小学校
白石町立白石小学校（しろいしちょうりつ しろいししょうがっこう）は佐賀県杵島郡白石町福田にある公立小学校。

## 概要
歴史
1875年（明治8年）「錦浦小学校分校」として創立。数回の改組・改称を経て、現校名になったのは1947年（昭和22年）。2025年（令和7年）には創立150周年を迎える。
校章
リボンで結んだ稲穂を背景にして、中央に校名の略称である「白小」の文字（縦書き）を配している。
校歌
1962年（昭和37年）制定。歌詞は2番まであり、1番の歌詞中に校名の「白石」が、2番の歌詞中に「白石小学」が登場する。
校区
杵島郡白石町のうち、「福吉南、福吉北中、福吉北、福吉西中、東深通、郷移東、郷移西、秀移、廿治移北、廿治移南、福富移、五反田、秀新村、揚田、屋形通、秀津1～6区、北川、栄町1～3区、駅通、郷西、上廿治、廿治町北、廿治町南、深通、中廿治、廿治新村北、廿治新村南」。ただし、「栄町3区、駅通、揚田、屋形通」は白石町立六角小学校への自由校区となっている。中学校区は白石町立白石中学校。

## 沿革
- 1875年（明治8年）10月 -　福田村に「錦浦小学校分校」が創立。
- 1881年（明治14年）8月 - 校舎を改築。
- 1887年（明治20年） - 小学校令施行により、尋常科（4年制）を設置の上、「尋常錦浦小学校分校」に改称。尋常錦浦小学校に十二ヶ村組合立高等東郷小学校が併設される。
- 1889年（明治22年）4月1日 - 町村制施行により、杵島郡3村（福田、福吉（大戸・深通を除く）、廿治（南廿治村分・北廿治村分））が合併し、福治村が発足。
- 1893年（明治25年）4月 - 尋常錦浦小学校から分離の上、「福治尋常小学校」として独立。福田・福吉に分教場を設置。高等東郷小学校は白石高等小学校に改称。
- 1897年（明治30年）- 白石高等小学校の設置者が須古・六角・福治三ヶ村組合となる。
- 1900年（明治33年）- 白石高等小学校の設置者から福治村が脱退したため、高等科を併置の上、「福治尋常高等小学校」に改称。秀津に高等科教室を設置。
- 1903年（明治36年）4月 - 新校舎が完成。
- 1908年（明治41年）4月 - 改正小学校令により、尋常科（義務教育）が6年制、高等科が2～3年制に変更となる。
- 1936年（昭和11年）4月1日 - 福治村が町制施行の上、白石町となる。これにより、「白石尋常高等小学校」に改称。
- 1941年（昭和16年）4月1日 - 国民学校令施行により、「白石町国民学校」に改称。尋常科を初等科に改める。
- 1947年（昭和22年）4月1日 - 学制改革が行われる。
  - 白石町国民学校の初等科は、新制小学校「白石町立白石小学校」（現校名）に改組・改称。
  - 白石町国民学校の高等科は青年学校の普通科とともに、新制中学校「白石町立白石中学校」に改組される。小学校に併置される。
- 1949年（昭和24年）- 中学校校舎が完成し、併設を解消。
- 1950年（昭和25年）- 木造2階建ての中学校校舎が完成。
- 1952年（昭和27年）5月 - 講堂が完成。
- 1954年（昭和29年）8月 - 南校舎が完成。中校舎を改修。
- 1957年（昭和32年）4月 - 六角小校区から深通地区が編入。これにより当該地区の児童が転入。
- 1962年（昭和37年）
  - 4月 - 白石町立中学校4校（白石・須古・六角・北明）が統合の上、（新）「白石町立白石中学校」が開校。統合校舎完成までの間、旧・白石中の校舎は「白石校舎」として存続。
  - 11月 - 校歌を制定。
- 1964年（昭和39年）8月 - 小プールが完成。
- 1965年（昭和40年）
  - 4月 - 白石中学校の統合校舎が完成したため、白石校舎は廃止の上、小学校に移管される。
  - 8月 - プールが完成。
- 1968年（昭和43年）5月 - 学校給食を開始。
- 1975年（昭和50年）11月 - 創立100周年記念式典を挙行。
- 1979年（昭和54年）12月 - 体育館が完成。
- 1983年（昭和58年）9月 - 新校舎が完成。
- 2007年（平成19年）8月 - AEDを設置。
- 2010年（平成22年）3月 - 気象庁白石地域気象観測所（アメダス）を敷地内に設置。
- 2015年（平成27年）
  - 4月 - 特別支援学級を開設。
  - 12月 - 白石小コミュニティ・スクール事業を開始。
- 2019年（平成31年）4月 - 六角小学校区の「大戸中・大戸下・東郷移」が白石小学校への自由校区となる。
- 2030年（令和12年）4月 - 白石地区小学校4校（須古・六角・白石・北明）が統合の上、小学校1校が新設される（予定）[2][3][4]。

## 交通
最寄りの鉄道駅
- JR九州 長崎本線 「肥前白石駅」

最寄りのバス停留所
- 祐徳バス 佐賀線 「白石」停留所

最寄りの幹線道路
- 佐賀県道36号武雄福富線
- 国道207号

## 周辺
- 白石町役場
- 白石町総合運動場
- 白石中央公園
- 白石共立病院

## 参考資料
- 「白石町史」（1974年（昭和49年）2月10日, 白石町）p.898～p.902
- 「白石町立小学校再編計画 (PDF) 」（2023年（令和5年）6月） - 白石町ウェブサイト
- 「⽩⽯地域新設⼩学校基本構想 (PDF) 」（2024年（令和6年）3月）- 白石町ウェブサイト

## 関連事項
- 佐賀県小学校一覧